# 中村充 (アナウンサー)
中村 充（なかむら みつる、1934年 - ）は、元NHKアナウンサー。

## 人物
1957年、NHKへ入局。ナレーションなどを中心に担当し、1990年、役職定年により退職した。
『ラジオ深夜便』では放送開始時から毎週日曜深夜のアンカーを務めていたが、病気のため1995年8月に降板する。その後は、NHK文化センターなどで朗読の指導にあたっている。

## 過去の担当番組
- 産業情報（総合）
- ラジオ深夜便（1990年 - 1995年8月、ラジオ第1）
- NHK俳壇（1994 - 1997年度、ただし1995年8月 - 1996年3月を除く、Eテレ）

## 著書
- 『心に残るちょっといい話―ナイトエッセイ』（大和出版、1994年） ISBN 978-4804760360
- 『人間っていいな、素敵だな―ナイトエッセイ〈2〉』（大和出版、1995年） ISBN 978-4804760438